# 233943 Falera
233943 Falera este un asteroid din centura principală de asteroizi.

## Descriere
233943 Falera este un asteroid din centura principală de asteroizi. A fost descoperit pe 21 noiembrie 2009 la Falera de José De Queiroz. Asteroidul prezintă o orbită caracterizată de o semiaxă mare de 3,15 ua, o excentricitate de 0,09 și o înclinație de 8,1° în raport cu ecliptica.